# Teresa Leal Coelho

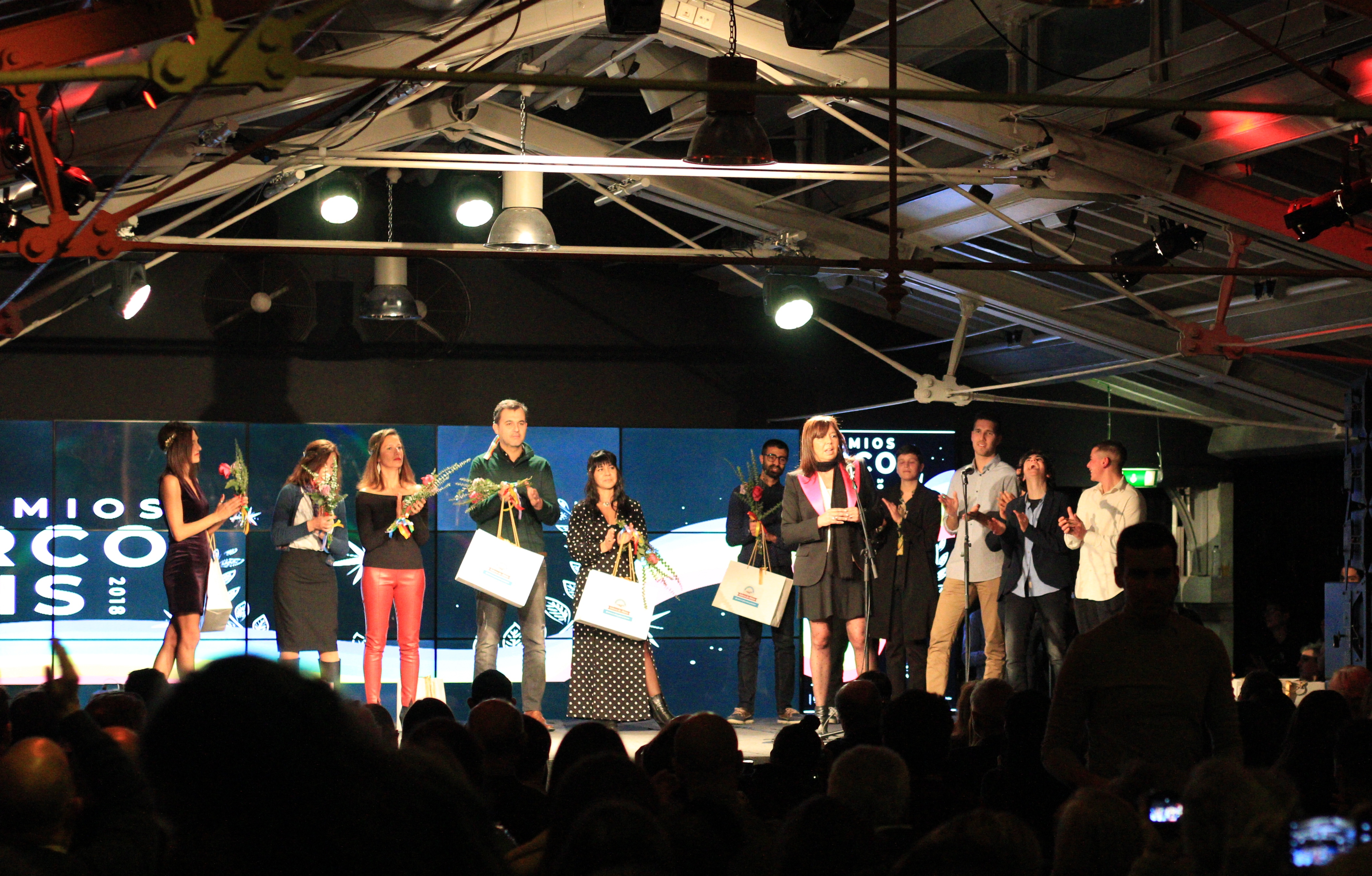
Teresa Leal Coelho nos Prémios Arco-Íris, em Janeiro de 2019

Teresa de Andrade Leal Coelho (Moçambique, 29 de março de 1961) é uma política portuguesa.

## Biografia
Nasceu em Moçambique e passou pela Guiné-Bissau, onde fez o último ano da instrução primária. Na sua sala de aula estava a sua melhor amiga da altura: Paula Saraiva de Carvalho, a filha de Otelo, um dos chefes operacionais do golpe de 25 de abril de 1974, então colocado naquela cidade, tal como o pai de Teresa, oficial da Marinha. 
Na metrópole, Teresa Leal Coelho estudou no Instituto de Odivelas, saiu para fazer o secundário no Liceu Padre António Padre Vieira, e entrou em duas instituições do ensino superior, a Faculdade de Direito de Lisboa e a Universidade Livre de Lisboa, sendo nesta última que concluiu a licenciatura em Direito. À data em que foi cabeça-de-lista do Partido Social-Democrata na candidatura à Câmara Municipal de Lisboa, frequentava um programa de doutoramento em Ciências Jurídico-Políticas, na Universidade Lusíada,  tendo como tema de tese a responsabilidade de proteger em Direito Internacional Público. Enquanto estudou, teve, entre outras atividades, a de repórter de televisão, tendo sido, aliás, a primeira mulher na secção de desporto da RTP, no princípio dos anos 1980. O gosto pela área vinha da prática de voleibol, modalidade pela qual foi federada durante 17 anos, no Sport Lisboa e Benfica.
Desde finais dos anos 1980 Teresa Leal Coelho é docente na Universidade Lusíada de Lisboa. Foi nesta instituição de ensino particular que conheceu Vasco Rato, também docente na instituição e que viria a ser presidente da FLAD, que apresentou Teresa Leal Coelho a Pedro Passos Coelho na altura em que este estava quase a ser eleito presidente da JSD e antes de ser estudante naquela universidade. Juntos, e com outros elementos como Paulo Teixeira Pinto e Luís Coimbra, viriam a fundar, em 2001, o think-thank Movimento Pensar Portugal. 
Teresa Leal Coelho foi observadora internacional para o processo de Timor-Leste no quadro da ONU; fez trabalho jurídico e esteve ligada a projetos sociais do Instituto de Apoio à Criança (IAC); passou pelo Centro Cultural de Belém e pela SAD do Sport Lisboa e Benfica como responsável pelo departamento jurídico, na época de Vale e Azevedo.
No partido, e na ascensão de Passos Coelho à liderança do PSD, foi eleita Deputada pelo Círculo Eleitoral do Porto para a XII Legislatura, de 20 de junho de 2011, terminando o mandato a 22 de outubro de 2015, sendo reeleita pelo Círculo Eleitoral de Santarém, em 23 de outubro de 2015. Fez parte das Comissões Parlamentares de Assuntos Constitucionais, Direitos, Liberdades e Garantias como Suplente, de Assuntos Europeus como Suplente, e de Orçamento, Finanças e Modernização Administrativa como Presidente. Destacou-se desde os primeiros meses do mandato por defender causas relacionadas com a transparência e as liberdades individuais. Demitiu-se do cargo de vice-presidente do Grupo Parlamentar do PSD por discordar da orientação do partido quanto à votação da adoção por casais de pessoas do mesmo sexo.
Casou com o diplomata Francisco Pimentel de Mello Ribeiro de Menezes (1965).
Em setembro de 2013, foi eleita vereadora da Câmara Municipal de Lisboa pelo PSD, na lista então liderada por Fernando Seara. Já em 2017, foi apresentada como candidata do seu partido a essa autarquia (19 de julho de 2017), com o mote Por uma Senhora Lisboa,  para o quadriénio 2017-2021. Foi novamente eleita vereadora, com 11% dos votos, elegendo 2 mandatos para o PSD.